# Хатімакі
Хатімакі (яп. 鉢巻, , はちまき, дослівно «головний згорток») — біла головна пов'язка, яка символізує у японців незмінність намірів і яка підтримує бойовий дух. У неї також є і беспосередня функція — захист обличчя від поту. Зазвичай хатімакі називають червону чи білу смужку тканини близько 5 сантиметрів шириною і 120 довжиною. 

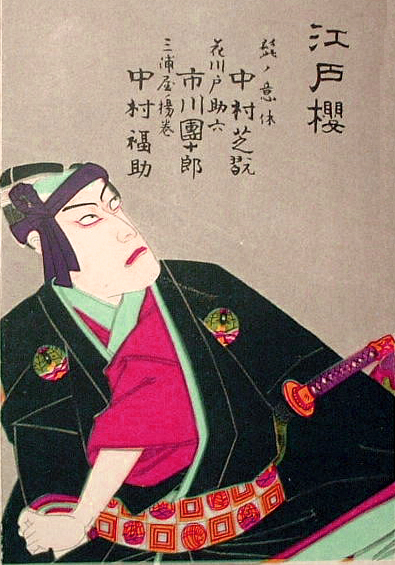
Фіолетова лікувальна хатімакі Сукероку

Раніше хатімакі пов'язували камікадзе, кайтен та інші тейсинтай перед атакою. В наш час використовуються спортсменами, командами підтримки, учням при підготовці до іспитів, а також в інших схожих випадках. В спортивній грі «Лицарський поєдинок» для перемоги потрібно забрати у суперників їхні хатімакі.
За легендою, вперше їх вдягнули в 1702 році легендарні сорок сім ронінів Ако перед нападом на дім чиновника Кіре Кодзуке-но-Суке з метою помститися за смерть свого пана — даймьо Асано Такумі-но-Камі Наганорі. Білі пов'язки були одягнуті ними з метою відрізняти один одного в нічній атаці.